# Lenchwick
Lenchwick – przysiółek w Anglii, w Worcestershire. W latach 1870–1872 osada liczyła 162 mieszkańców. Lenchwick jest wspomniana w Domesday Book (1086) jako Lenchewic.